# Chiesa di Sant'Eugenio (Cerveteri)
La chiesa di sant'Eugenio Vescovo sorge in piazza Eugenio Tisserant, nel borgo I Terzi, a Cerveteri. È di recente costruzione, con facciata a capanna e interno a tre navate. Presenta un campanile a tre campane, due a distesa e una fissa, sopra l'orologio.